# Berkeley Open Infrastructure for Network Computing

BOINC, kort för Berkeley Open Infrastructure for Network Computing, är en klient som i möjliggör beräkningar över distribuerade informationsnätverk, så kallad distributed computing; jämför datorkluster. Arbetet med att utveckla BOINC startades i februari 2002 av forskare på University of California, Berkeley.
BOINC kan utnyttja användarnas datorkraft för olika beräkningar, samordnade i projekt. De olika projekten utnyttjar datorkraften för beräkningar inom ett stort antal ämnesområden, bland annat för att analysera klimatmodeller, alzheimerforskning med jämförelser av olika proteinmolekylers tertiärstruktur och deras proteinstrukturer, kollisioner i hashfunktioner för kryptering, med mera. Det första BOINC-projektet, SETI@Home, utgör en del av ett vetenskapligt försök att söka efter intelligent utomjordiskt liv med hjälp av radioteleskop.
Klienten finns i både 32- och 64-bitarsversioner för flera varianter av operativsystemen Linux, Mac OS och Windows, och de flesta enskilda projekt har utvecklat beräkningsmodeller för samtliga dessa plattformar. För att inte ta datorkraft från de program människor kör aktivt på sina datorer, används BOINC ofta bara som skärmsläckare; enskilda användare kan dock välja att låta BOINC-klienten utföra beräkningar hela tiden.

## Exempel på aktuella projekt
- Climateprediction.net
- Einstein@Home
- LHC@home
- Predictor@home
- SETI@home
- World Community Grid